# Холикачук
Холикачуци (или Иноко, или Инока Котана) су атабаскански народ, староседеоци су Северне Америке. Њихова традиционалана територија се налази у централном делу западне Аљаске, око средњег и горњег тока реке Иноко. Од 1963. насељени су у градићу Грејлинг на реци Јукон.  Њихов језик спада у централноаљаско-јуконску подгрупу северне групе атабасканских језика. Према подацима центра за проучавање аљаских домодродачких језика Холикачука је 2007. било 180 од којих је само њих 5 говорило холикачучким језиком.
Холикачуци себе називају "Дуг Хитан" . Име Холикачук је изведено од имена једног од села на традиционалној холикачучкој територији.
Антрополози су у прошлости веома мало проучавали Холикачуке, због чега о њима не постоји велики број писаних докумената (објављених и необјављених). У прошлости су погрешно груписани са Којуконима.
Суседи Холикачука су на северу Ескими Јупици и Којукони, на истоку Којукони, на југу су Горњи Кускоквими, а на западу су Дег Хитани.
Холикачучка култура је донекле слична култури народа Дег Хитан.